# Alboíno
Alboíno ou Alboim (em latim: Alboinus; Panônia, década de 530 - Verona, 28 de junho de 572) foi rei dos lombardos por volta de 560 até 572. Durante seu reinado os lombardos colocaram um fim às suas migrações e se assentaram de maneira permanente na Itália, cuja parte setentrional foi conquistada por Alboíno entre 569 e 572. Esta colonização lombarda teve um efeito duradouro na Itália e na planície da Panônia; na primeira, marcou o início de séculos de domínio lombardo, enquanto na segunda, sua derrota contra os gépidas e seu abandono da Panônia puseram um fim ao domínio dos povos germânicos na região.
O reinado de Alboíno sobre a Panônia, após a morte de seu pai, Audoíno, foi marcado pelos confrontos e conflitos entre os lombardos e seus principais vizinhos, os gépidas. Estes tinham obtido uma vantagem inicial, porém em 567, graças à sua aliança com os ávaros, Alboíno derrotou de maneira decisiva seus inimigos, cujas terras foram ocupadas subsequentemente pelos ávaros. O poder crescente de seus vizinhos, no entanto, começou a incomodar Alboíno, e ele decidiu migrar da Panônia para a Itália, aproveitando-se da capacidade reduzida do Império Bizantino de defender seu território, devido à Guerra Gótica.
Após reunir um grande conglomerado de povos, Alboíno cruzou os Alpes Julianos em 568, entrando em território italiano sem encontrar praticamente nenhuma oposição. Rapidamente tomou controle da maior parte da Venécia e da Ligúria.  Em 569, também sem enfrentar resistência, conquistou a principal cidade do norte da Itália, Milão. Pavia, no entanto, resistiu bravamente, e só foi conquistada após um sítio que durou três anos; durante este período Alboíno voltou suas atenções para a Toscana, porém indícios de divisões faccionais entre seus seguidores e uma redução gradual do controle sobre suas tropas começaram cada vez mais a se manifestar.
Alboíno foi assassinado em 28 de junho de 572, durante um golpe de Estado instigado pelos bizantinos, organizado por seu irmão adotivo, Helmiques, com o apoio da esposa de Alboíno, Rosamunda, filha do rei gépida que Alboíno tinha assassinado alguns anos antes. O golpe fracassou, no entanto, diante da oposição da maioria dos lombardos, que elegeram Clefo como sucessor de Alboíno, forçando Helmiques e Rosamunda a fugir para Ravena sob proteção imperial. A morte de Alboíno privou os lombardos do único líder que podia ter mantido unida a entidade germânica recém-surgida, na medida em que foi o último duma linhagem de reis-heróis que lideraram os lombardos durante suas migrações do vale do Elba até a Itália. Por muitos séculos após a morte de Alboíno, seu heroísmo e seus sucessos em combate foram celebrados pela poesia épica saxã e bávara.

## Governo do pai

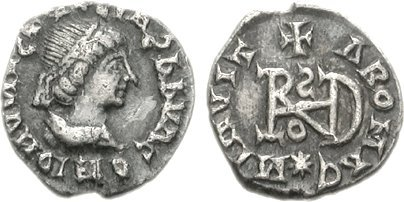
Síliqua de r.

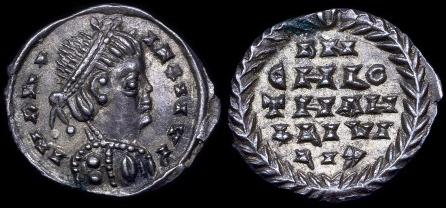
1/4 de Síliqua do rei r.

Os lombardos, sob o rei Vacão (r. 510–539), haviam migrado para o leste rumo à Panônia, aproveitando-se das dificuldades enfrentadas pelo Reino Ostrogótico da Itália após a morte de seu fundador, Teodorico, o Grande (r. 493–526), em 526. A morte de Vacão, em 540, levou seu filho Valtário (r. 540–547) ao trono, porém como o último ainda era menor de idade seu reino foi governado pelo pai de Alboíno, Audoíno, do clã gáusio. Sete anos depois Valtário morreu, dando a Audoíno a oportunidade de se coroar e derrubar a dinastia reinante, os Letingos.
Alboíno provavelmente nasceu na década de 530, na Panônia, filho de Audoíno e sua esposa, Rodelinda. Sua mãe pode ter sido sobrinha do rei Teodorico, e teria sido prometida a Audoíno por intermédio do imperador Justiniano (r. 527–565). Como seu pai, Alboíno foi criado como um pagão, embora Audoíno tenha se declarado católico como forma de conquistar apoio bizantino contra seus vizinhos. Alboíno teve como primeira esposa a católica Clodosvinda, filha do rei franco Clotário I (r. 511–558). Este casamento, ocorrido pouco após a morte do líder franco Teodebaldo (r. 548–555), em 555, teria refletido a decisão de Audoíno de se distanciar dos bizantinos, aliados tradicionais dos lombardos, por não terem lhe oferecido apoio contra os gépidas. A nova aliança com os francos era importante devido à célebre hostilidade dos francos com o Império Bizantino, o que daria aos lombardos mais de uma opção. A Prosopografia do Império Romano Tardio, no entanto, interpreta de maneira diferente os eventos e fontes, afirmando que Alboíno teria se casado com Clodosvinda quando já havia sido coroado, ou pouco antes de 561, ano da morte de Clotário.
Alboíno se destacou pela primeira vez no campo de batalha durante um confronto com os gépidas. Durante a Batalha de Asfeld, em 552, ele matou Turismodo, filho do rei gépida Turisindo (r. 548–560), numa vitória que resultou na intervenção de Justiniano, visando manter o equilíbrio entre as potências regionais rivais. Após a batalha, de acordo com uma tradição relatada por Paulo, o Diácono, para receber o direito de se sentar à mesa com seu pai, Alboíno teve de pedir a hospitalidade de um rei estrangeiro, e conseguir que ele lhe doasse suas armas, como era de costume. Para esta iniciação, ele foi até a corte de Turisindo, onde o rei gépida lhes deu as armas de Turismodo. O historiador alemão Walter Goffart acredita que seja possível que nesta narrativa Paulo esteja usando uma tradição oral, e vê com ceticismo a possibilidade de que o fato possa ser descartado como o típico topos de um poema épico.

## Reinado na Panônia
Alboíno subiu ao trono após a morte de seu pai, entre 560 e 565. Como era o costume dos lombardos, Alboíno recebeu a coroa após uma eleição realizada pelos homens livres da tribo, que tradicionalmente escolhiam o rei dentre os membros do clã do soberano morto. Pouco tempo depois, em 565, eclodiu uma nova guerra contra os gépidas, esses agora sob a liderança de Cunimundo, filho de Turisindo. A causa do conflito é incerta, já que as fontes se dividem; o lombardo Paulo, o Diácono acusa os gépidas, enquanto o historiador bizantino Menandro Protetor põe a culpa em Alboíno, interpretação preferida pelo historiador austríaco Walter Pohl.
Um relato da guerra feito pelo historiógrafo Teofilato Simocata sentimentaliza as razões por trás do conflito, alegando que ele teria se originado depois de Alboíno fazer a corte, sem sucesso, à filha de Cunimundo, Rosamunda, e posteriormente sequestrá-la e casar-se com ela. O conto é tratado, no entanto, com ceticismo por Walter Goffart, que comenta que esta versão entraria em conflito com a que é narrada pelo Origo Gentis Langobardorum, no qual ela teria sido capturada apenas após a morte de seu pai. Os gépidas obtiveram o apoio do imperador bizantino em troca da promessa de cessão da região de Sirmio (atual Sremska Mitrovica), sede do trono dos reis gépidas. Assim, em 565 ou 566, o sucessor de Justiniano, Justino II (r. 565–578), enviou seu genro, Baduário, no cargo de mestre dos soldados, à frente de tropas bizantinas para auxiliar Cunimundo contra Alboíno; os lombardos foram completamente derrotados.

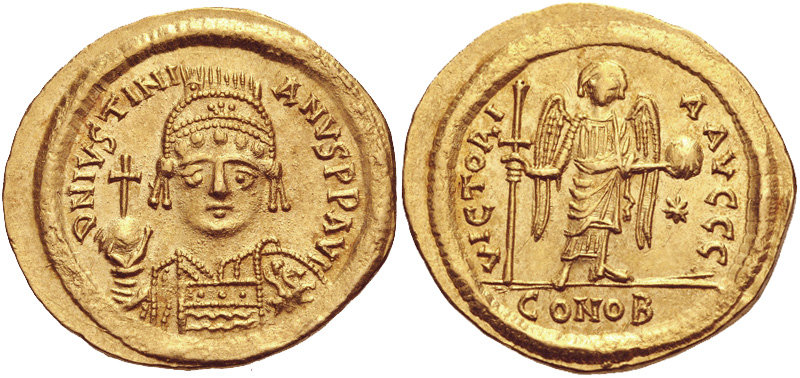
Soldo de Justiniano r.

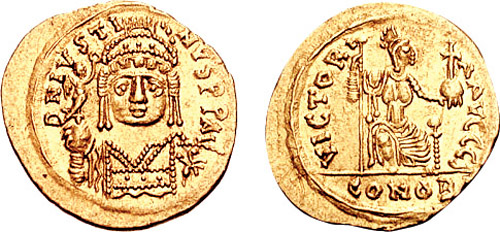
Soldo de r.

Diante da possibilidade de aniquilação, Alboíno fez uma aliança, em 566, com os ávaros, liderados por Beano I, às custas de duras condições: os ávaros exigiram um décimo de todo o gado dos lombardos, metade de seu butim de guerra, e, com o fim dos combates, todas as terras que eram dominadas anteriormente pelos gépidas. Os lombardos utilizaram-se da hostilidade preexistente entre os ávaros e os bizantinos, alegando que estes haviam se aliado aos gépidas. Cunimundo, por outro lado, se deparou com hostilidade quando pediu novamente assistência militar aos bizantinos, por não ter cumprido a promessa de ceder Sirmio a eles, como havia concordado. Além disso, Justino II estava procurando se afastar da política externa de Justiniano, e acreditava poder lidar de maneira mais firme com os estados e povos vizinhos. As tentativas de convencer Justino II através de tributos não foram bem-sucedidas, e os bizantinos acabaram por assumir uma posição neutra, ou até mesmo de apoio assumido aos ávaros.
Em 567, os aliados fizeram seu último avanço contra Cunimundo; Alboíno invadiu as terras gépidas a partir do noroeste, enquanto Beano atacou-os vindo do nordeste. Cunimundo tentou evitar que os dois exércitos se unissem, avançando contra os lombardos e enfrentando Alboíno em algum lugar entre os rios Tibisco e Danúbio. Os gépidas foram derrotados nas batalhas que se seguiram, e seu rei foi morto por Alboíno; a filha de Cunimundo, Rosamunda, foi capturada, de acordo com as referências no Origo. A destruição total do reino gépida foi finalizada pelos ávaros, que os derrotaram no leste. Como resultado do confronto, os gépidas deixaram de existir enquanto povo independente, sendo parcialmente absorvidos pelos lombardos e pelos ávaros. Em algum ponto antes de 568, a primeira esposa de Alboíno, Clodosvinda, morreu, e após sua vitória contra Cunimundo, Alboíno se casou com Rosamunda, estabelecendo um laço com os gépidas restantes. A guerra também marcou um divisor de águas na história geopolítica da região, já que, juntamente com a migração lombarda do ano anterior, ela marcou o fim de seis séculos de dominância germânica na planície da Panônia.

## Preparo e partida da Panônia
Apesar de seu sucesso contra os gépidas, Alboíno não conseguiu ampliar seu poder, e agora se deparava com uma ameaça muito maior, vinda dos ávaros. Os historiadores consideram este um dos fatores decisivos que convenceram Alboíno a dar início à migração, mesmo com indícios de que, antes da guerra com os gépidas, a decisão de se fixar na península Itálica já vinha sendo amadurecida, por este ser um território conhecido pelos milhares de lombardos que foram contratados pelos bizantinos para combater na Guerra Gótica. Além disso, os lombardos também tinham conhecimento das fraquezas da Itália bizantina, que havia passado por uma série de problemas após ser reconquistada das mãos dos godos - especialmente a chamada Praga de Justiniano, que havia devastado a região - e os conflitos bélicos, que continuavam endêmicos, tais como a Controvérsia dos Três Capítulos, despertando rivalidades religiosas e interrompendo a administração da região depois que o hábil governador local, Narses, foi convocado de volta ao Império Bizantino. Ainda assim, os lombardos viam a Itália como uma terra rica, que prometia ricas pilhagens, bens cuja promessa Alboíno utilizaria para reunir uma horda que incluía não apenas os próprios lombardos, mas também muitos outros da região, como os hérulos, suevos, gépidas, turíngios, búlgaros, sármatas, alguns remanescentes dos romanos e alguns ostrogodos. O grupo mais importante, no entanto, além dos lombardos, era o dos saxões: 20 000 participaram da jornada. Estes saxões eram tributários do rei franco Sigeberto I, e sua participação indica que Alboíno tinha o apoio dos francos em sua empreitada.
É impossível precisar a dimensão exata deste grupo heterogêneo reunido por Alboíno, e diversas estimativas foram feitas. Neil Christie considerava 150 000 como um número realista, um número que fazia dos lombardos uma tropa mais numerosa que a dos ostrogodos, quando de sua invasão da Itália. Já Jörg Jarnut sugere 100 000–150 000 como uma cifra aproximada; Wilfried Menghen, em Die Langobarden, estimou o número entre 150 000 e 200 000, enquanto Stefano Gasparri, cautelosamente, julgou o número de pessoas reunidas por Alboíno como algo entre 100 000 e 300 000.

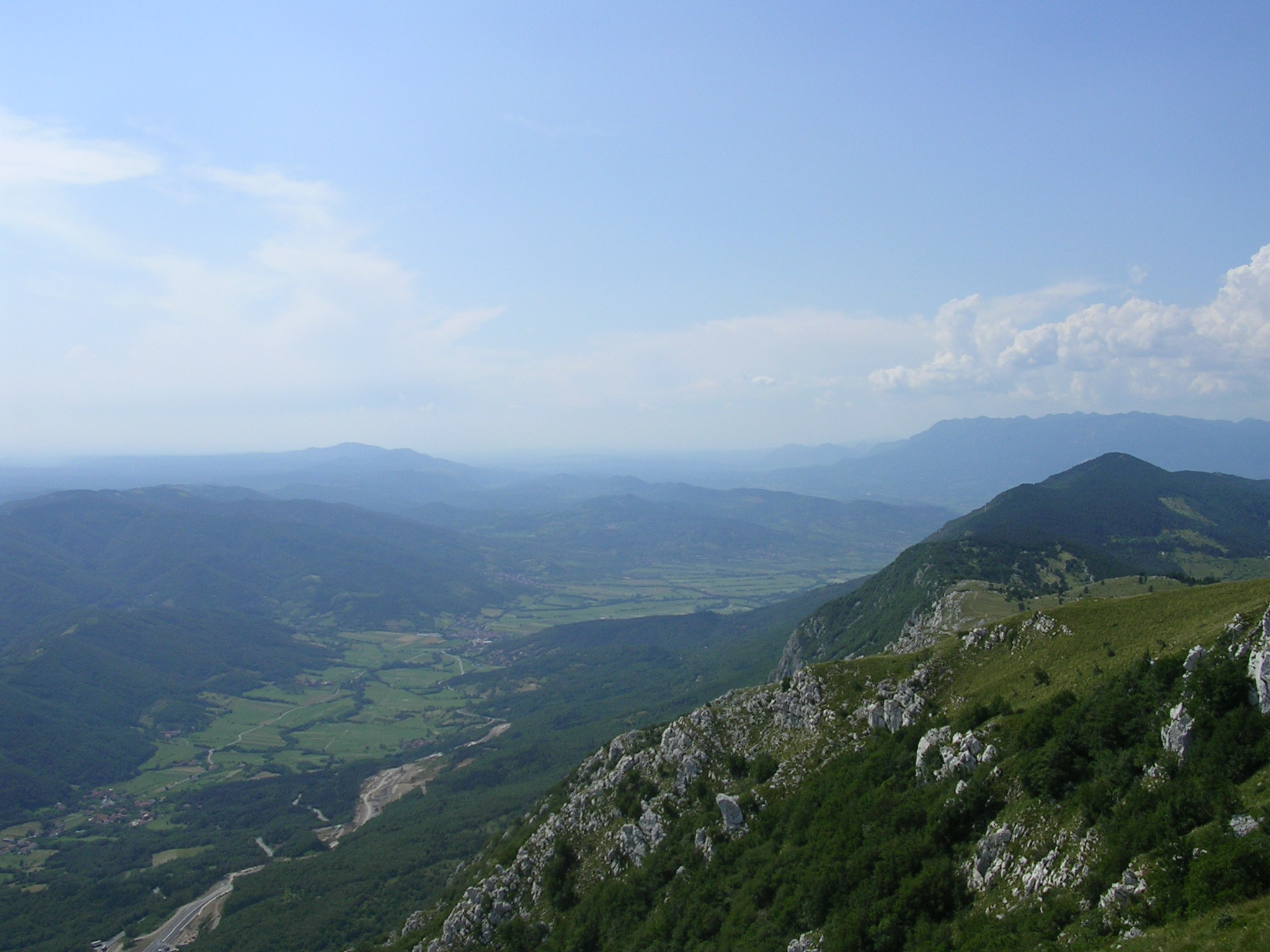
Vale do rio Vipava (afluente do rio Isonzo), pelo qual Alboíno levou os lombardos à Itália

Como uma medida de precaução, Alboíno fortaleceu sua aliança com os ávaros, assinando o que foi descrito por Paulo como um foedus perpetuum ("tratado perpétuo"), e, pela obra Historia Langobardorum codicis Gothani, do século IX, como um pactum et foedus amicitiae ("pacto e tratado de amizade"), acrescentando que o tratado teria sido escrito. De acordo com as condições ditadas pelo tratado, os ávaros tomariam posse da Panônia, e os lombardos recebiam a promessa de apoio militar na Itália, caso houvesse necessidade; além disso, por um período de 200 anos os lombardos manteriam o direito de reclamar seus antigos territórios, caso o plano de conquistar a Itália fracassasse, deixando assim Alboíno com mais uma alternativa em aberto. O acordo também tinha a vantagem de proteger a retaguarda de Alboíno, já que uma Panônia ocupada pelos ávaros dificultaria o envio de tropas bizantinas para a Itália por terra. O acordo se provou extremamente bem-sucedido, e as relações com os ávaros foram amistosas, quase que ininterruptamente, durante toda a existência do Reino Lombardo.
Outra causa da migração lombarda para a Itália pode ter sido um convite feito por Narses; de acordo com uma tradição controversa, relatada por diversas fontes medievais, Narses, enfurecido por ter sido afastado pelo sucessor de Justiniano, Justino II, teria convocado os lombardos à Itália. Embora esta teoria tenha sido frequentemente desprezada como uma tradição pouco confiável, ela tem sido estudada com atenção por acadêmicos modernos, em especial Neil Christie, que vê nela um possível registro de um convite formal, feito pelo Estado bizantino, para que os lombardos colonizassem o norte da Itália, na qualidade de federados, e assim ajudar a proteger a região dos francos - um acordo que teria sido descumprido por Justino II após a deposição de Narses.

### Marcha à Itália
A migração lombarda se iniciou em 2 de abril de 568, uma segunda-feira de Páscoa. A decisão de combinar a partida com uma comemoração cristã pode ser compreendida no contexto da recente conversão de Alboíno ao cristianismo ariano, como atesta a presença de missionários góticos arianos em sua corte. A conversão provavelmente teria sido motivada por considerações políticas, e tinha como intenção tornar esta migração mais coesa, diferenciando seu povo dos católicos romanos. Também serviu como vínculo entre Alboíno e seu povo a uma herança gótica, garantindo desta maneira o apoio dos ostrogodos que serviam na corte bizantina como federados. Já se especulou que a migração de Alboíno poderia ter sido provocada, em parte, a pedido dos ostrogodos que ainda habitavam a Itália.
A estação escolhida para a partida da Panônia foi pouco usual; os povos germânicos geralmente esperavam até o outono antes de dar início a uma migração, para que tivessem tempo de fazer as colheitas e abastecer seus granários, visando a longa marcha. O motivo para esta partida durante a primavera pode ter sido o estado de ansiedade despertado pelos seus vizinhos ávaros, apesar do tratado de amizade entre as duas nações. Povos nômades, como os ávaros, também esperavam o outono para fazer suas campanhas militares, já que precisavam de forragem suficiente para seus cavalos. Um sinal desta inquietação também pode ser visto na decisão tomada por Alboíno de devastar a Panônia, criando assim uma 'zona de segurança' entre os lombardos e os ávaros.
O caminho percorrido por Alboíno para chegar à Itália tem sido motivo de controvérsia, bem como a duração da jornada. De acordo com Neil Christie, os lombardos teriam se dividido em grupos migratórios, com uma vanguarda que patrulhava as estradas, provavelmente seguindo a rota Petóvio – Celeia – Emona – Fórum de Júlio (atuais Ptuj, Celje, Liubliana, Cividale del Friuli) enquanto as carroças e a maior parte da população avançava lentamente, tanto pela quantidade de provisões que transportavam como por aguardarem que os saxões se juntassem a eles no caminho. Em setembro, destacamentos de saqueadores estavam atacando a região da Venécia, porém provavelmente apenas em 569 os Alpes Julianos foram transpostos, através do vale do rio Vipava; uma testemunha ocular, Segundo de Non, deu a data do fato como sendo 20 ou 21 de maio. A data de 569 para a entrada na Itália não está livre de contestações, no entanto, e Jörg Jarnut acredita que a conquista da maior parte da Venécia já estava completa em 568. Para o historiador italiano Carlo Guido Mor, ainda é muito difícil explicar como Alboíno teria alcançado Mediolano (atual Milão) em 3 de setembro se ele cruzou a fronteira nos Alpes Julianos apenas em maio do mesmo ano.

## Invasão da Itália

### Fundação do Ducado do Friul
Os lombardos avançaram no interior da Itália sem encontrar qualquer resistência das tropas fronteiriças (limítanes). Os recursos militares bizantinos disponíveis no local eram escassos e de lealdade duvidosa, e é provável que os fortes das fronteiras estivessem até mesmo abandonados. O que parece certo é que as escavações arqueológicas não encontraram nenhum sinal de confrontos violentos nos sítios que foram estudados. Isto parece se adequar à narrativa de Paulo, o Diácono, que menciona a tomada lombarda do Friul "sem qualquer obstáculo".
A primeira cidade a ser conquistada pelos lombardos foi Fórum de Júlio (Forum Iulii; Cividale del Friuli), sede do mestre dos soldados local. Alboíno escolheu esta cidade, cercada por muralhas e próxima à fronteira, para ser a capital do Ducado do Friul, e fez de seu sobrinho e escudeiro, Gisulfo, duque da região, com a função específica de defender as fronteiras orientais dos ataques bizantinos e ávaros. Gisulfo obteve de seu tio o direito de escolher para acompanhá-lo em seu ducado os faras, ou clãs, de sua preferência.
A decisão de Alboíno de criar um ducado e nomear um duque foram duas inovações importantes; até então, os lombardos nunca haviam tido duques ou ducados situados numa cidade murada. Esta novidade fazia parte do conjunto de inovações que Alboíno tomou emprestado dos modelos administrativos romano e ostrogodo, de maneira semelhante ao conde da cidade (comes civitatis) que, na Antiguidade Tardia, era a principal autoridade local, com poderes administrativos totais em sua região. A mudança de conde (comes) para duque (dux), e de condado (comitatus) para ducado (ducatus) também marcou uma militarização progressiva da Itália. A escolha de uma cidade murada como centro do novo ducado foi uma mudança importante no contexto histórico da Panônia da época, já que os povoamentos urbanizados haviam sido até então ignorados pelos lombardos, e agora uma parte considerável de sua nobreza se fixara em Fórum de Júlio - um padrão que seria repetido com regularidade pelos lombardos em seus outros ducados.

### Conquista de Mediolano
De Fórum de Júlio, Alboíno avançou para Aquileia, o entroncamento viário mais importante no nordeste da Itália, e capital administrativa da Venécia. A chegada iminente dos lombardos teve um impacto considerável na população da cidade; o patriarca de Aquileia, Paulino, fugiu com o clero e seus fiéis para a ilha de Grado, território controlado pelos bizantinos.
De Aquileia, Alboíno seguiu a Via Postúmia, e seguiu pela Venécia, conquistando rápida e sucessivamente Tarvísio (Treviso), Vicência (Vicenza), Verona, Bríxia (Bréscia) e Bérgomo (Bérgamo). Os lombardos encontraram dificuldade apenas em conquistar Opitérgio (Oderzo), que Alboíno decidiu evitar, da mesma maneira com que evitou enfrentar as principais cidades venécias próximas ao litoral, na Via Ânia, como Altino, Patávio (Pádua), Montanha Rochosa (Mons Silicis, Monselice), Mântua e Cremona. A invasão da Venécia gerou um nível considerável de distúrbio na região, desencadeando ondas de refugiados que se espalhavam desde o interior, controlado pelos lombardos, até o litoral, dominado pelos bizantinos, frequentemente sob a liderança de seus bispos, e resultando na fundação de novos povoados, como Torcello e Eraclea.
Alboíno se deslocou para oeste em sua marcha, invadindo a região da Ligúria (noroeste da Itália) e alcançando sua capital, Mediolano (Milão) em 3 de setembro de 569, apenas para encontrá-la já abandonada pelo vigário da Itália (em latim: vicarius Italiae), autoridade a cargo da administração da diocese da Itália Anonária. O arcebispo Honorato, juntamente com seu clero e parte da população, acompanhou o vigário da Itália até encontrar refúgio no porto bizantino de Gênua (atual Gênova). Alboíno contou os anos de seu reinado a partir da conquista de Mediolano, quando assumiu o título de "senhor da Itália" (dominus Italiae). Seu sucesso também assinalou o colapso das defesas bizantinas na parte setentrional da planície do Pó, e o deslocamento de grandes massas de refugiados para as áreas dominadas pelos bizantinos.
Diversas explicações foram sugeridas para justificar a rapidez e facilidade do avanço inicial lombardo no norte da Itália. Sugeriu-se, por exemplo, que os portões da cidade teriam sido abertos por traidores entre as tropas auxiliares góticas do exército bizantino. Os historiadores, no entanto, acreditam, de um modo geral, que o sucesso lombardo teria ocorrido porque a Itália não era considerada uma parte vital do império, especialmente num período em que o perigo dos ataques ávaros e eslavos, nos Bálcãs, e Império Sassânida, a leste, era tão intenso. A decisão bizantina de não confrontar a invasão lombarda refletiria o desejo dos sucessores de Justiniano de reorientar o centro das políticas imperiais para o Oriente.

### Impacto da migração sobre a Itália Anonária
O impacto da migração lombarda sobre a aristocracia do período romano tardio foi nocivo, especialmente quando combinado com a Guerra Gótica; este conflito teve fim, no norte, apenas em 562, quando o último bastião gótico, Verona, foi conquistado. Diversos homens abastados (os possessores de Paulo, o Diácono) perderam suas vidas ou seus bens; mas a exata dimensão da espoliação da aristocracia romana ainda é tema de debates acalorados. O clero também foi extremamente afetado. Os lombardos eram pagãos, em sua maior parte, e tinham pouco respeito pelos membros do clero e pelas propriedades da Igreja. Diversos clérigos tiveram de abandonar suas sedes para fugir dos lombardos, como os dois bispos mais experientes do norte, Honorato e Paulino. Muitos dos bispos sufragâneos do norte, no entanto, procuraram algum tipo de acordo com os lombardos; foi o que fez por exemplo, em 569, Félix, bispo de Tarviso, que viajou até o rio Piave para se encontrar com Alboíno, obtendo assim respeito para a Igreja e seus bens, em troca deste ato de deferência. Parece certo que muitas sedes mantiveram uma sucessão episcopal ininterrupta mesmo durante o período turbulento da invasão e dos anos que se seguiram. Esta transição foi facilitada pela hostilidade existente entre os bispos do norte da Itália para com o papado e as autoridades imperiais, devido a disputas religiosas envolvendo a "Controvérsia dos Três Capítulos"; em território lombardo os clérigos ao menos tinham garantia de evitar as perseguições religiosas imperiais.
Para o historiador francês Pierre Riché, o desaparecimento de 220 sedes episcopais indica que a migração lombarda teria sido uma grave catástrofe para a Igreja. Já para Walter Pohl as regiões ocupadas diretamente por Alboíno teriam sofrido menos devastações, e apresentado até mesmo uma taxa de sobrevivência relativamente robusta, no caso das cidades; por outro lado, a ocupação de território por grupos militares autônomos interessados apenas em saquear e devastar teve um impacto mais severo, e os bispados de tais locais raramente perduraram.

### Sítio de Ticino

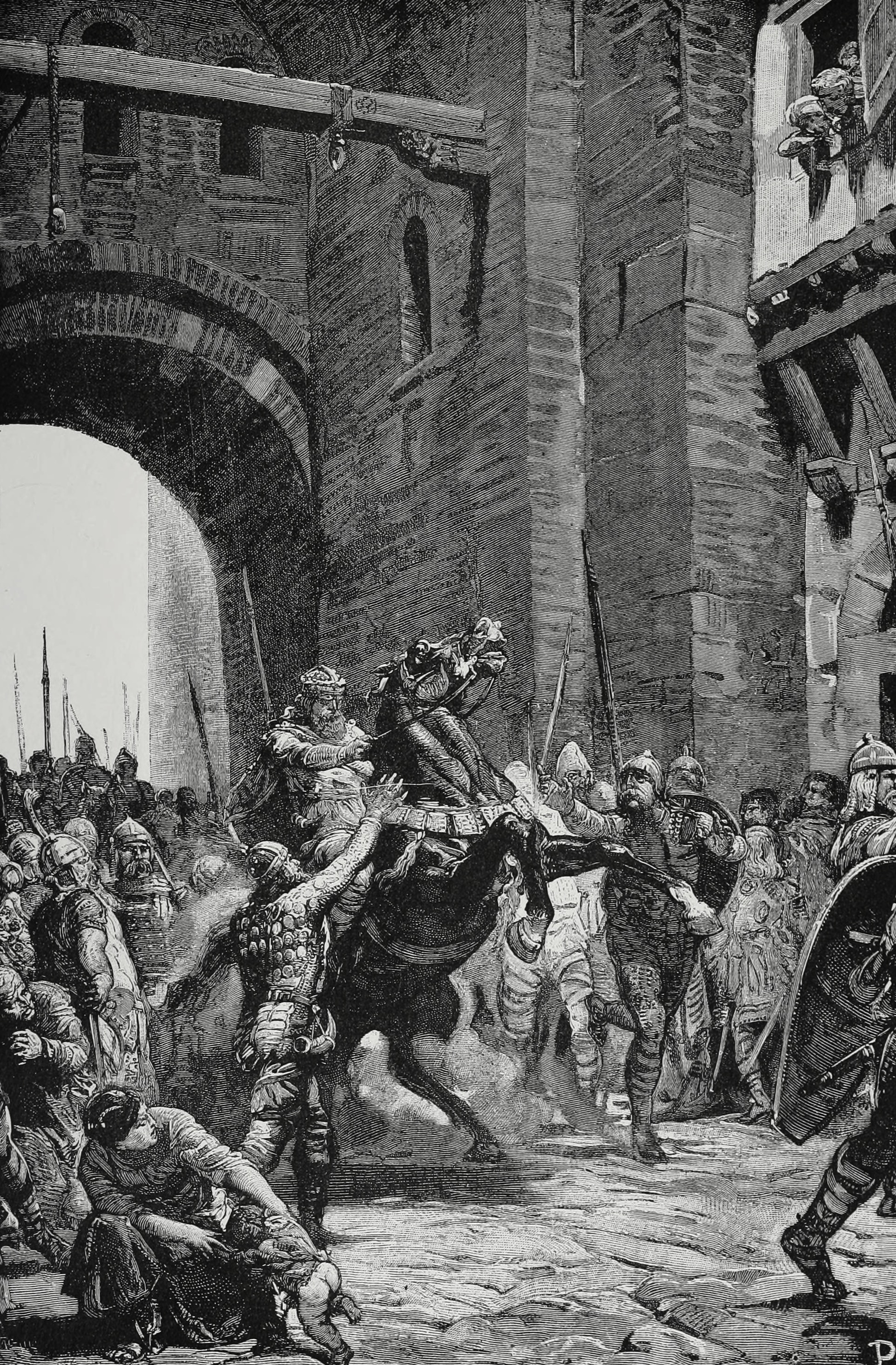
Representação moderna da entrada de Alboíno em Ticino (atual Pavia)

O primeiro registro documentado de resistência à migração de Alboíno ocorreu na cidade de Ticino (atual Pavia), que ele começou a sitiar em 569 e conquistou depois de três anos. A cidade tinha importância estratégica, localizada na confluência dos rios Pó e Ticino, e ligada por meio de canais a Ravena, capital da Itália bizantina e sede da prefeitura pretoriana da Itália. Sua conquista interrompeu as comunicações diretas entre as guarnições bizantinas situadas nos Alpes Marítimos e as que se localizavam na costa do Adriático.
Procurando manter a iniciativa contra os bizantinos, em 570 Alboíno já havia conquistado suas últimas fortificações no norte da Itália, com exceção das áreas litorâneas da Ligúria e Venécia, bem como alguns centros isolados no interior, tais como Augusta Pretória (Augusta Praetoria, Aosta), Segúsio (Susa) e a ilha de Amacina, no lago Lário (Larius Lucus, atual lago de Como). Durante o reinado de Alboíno os lombardos cruzaram os Apeninos e saquearam a Túscia; os historiadores, no entanto, não chegaram a um consenso sobre quem teria liderado estas incursões, e se elas de fato teriam constituído algo mais que meros saques. Para o historiador austríaco Herwig Wolfram, a Toscana teria sido conquistada provavelmente apenas em 578–579, enquanto Jörg Jarnut e outros acreditam que este processo teria sido iniciado de alguma forma já sob o domínio de Alboíno, embora não tivesse sido concluído na altura de sua morte.
As dificuldades de Alboíno em manter o controle sobre seu povo se agravaram durante o sítio de Ticino. A natureza da monarquia lombarda tornava difícil para um rei exercer o mesmo grau de autoridade sobre seus súditos que Teodorico, o Grande (r. 474–526) mantinha sobre os godos, e a estrutura do exército lombardo proporcionava grande autoridade aos comandantes militares (duces), que lideravam cada um dos grupos ou clãs (fara) de guerreiros. Além disso, as dificuldades encontradas por Alboíno na construção de uma entidade política sólida resultaram de uma falta de legitimidade imperial, já que, ao contrário dos ostrogodos, os lombardos não haviam entrado na Itália como federados, mas como inimigos do Império Romano.
O declínio da autoridade do rei sobre seu exército também ficou manifesto na invasão da Borgonha frâncica, que, a partir de 569 ou 570, passou a sofrer incursões anuais em grande escala. Os ataques lombardos com o tempo acabaram por ser rechaçados, após a vitória de Mumolo em Embro. Estes ataques tiveram consequências políticas duradouras, deteriorando as relações franco-lombardas - até então cordiais - e abrindo a porta para uma aliança entre os bizantinos e os francos contra os lombardos, uma coalizão estabelecida por Gontrão de Borgonha por volta de 571. Alboíno geralmente não é associado a esta invasão, porém uma interpretação alternativa destes saques transalpinos apresentada pelo arqueólogo italiano Gian Piero Bognetti aponta que Alboíno poderia estar envolvido na ofensiva contra Gontrão como parte de uma aliança com o rei da Austrásia, Sigeberto I. Este ponto de vista, no entanto, é visto com ceticismo por acadêmicos como Christopher Wickham.
O enfraquecimento da autoridade real também pode ter ocasionado a conquista de boa parte da Itália meridional pelos lombardos, processo que os estudiosos modernos acreditam não ter tido qualquer participação direta de Alboíno, e que teria ocorrido em 570 ou 571 sob os auspícios de diversos líderes militares individuais. Não se sabe ao certo, no entanto, se a conquista lombarda ocorreu de fato durante estes anos, já que pouco se conhece da ascensão ao poder de Faroaldo I no Ducado de Espoleto e Zotão no Ducado de Benevento.

## Assassinato

### Relatos antigos
Ticino (atual Pavia) acabou por ser conquistada pelos lombardos, em maio ou junho de 572. Alboíno, neste meio tempo, tinha escolhido Verona como sua sede de governo, fixando-se num palácio real construído na cidade por Teodorico. Esta escolha peculiar pode ter sido outra tentativa de se associar com o rei godo.
Exatamente neste palácio, Alboíno foi morto, em 28 de junho de 572. No relato apresentado por Paulo, o Diácono, a versão mais detalhada de sua morte, fato histórico e saga se misturam de maneira quase inextricável. Um relato mais antigo e mais sucinto foi apresentado por Mário de Avenches em sua Crônica, escrita quase uma década após o assassinato de Alboíno. De acordo com seu relato, o rei teria sido morto numa conspiração iniciada por um homem de sua confiança, Helmiques, com a conivência da rainha. Helmiques então se casou com a viúva, porém ambos tiveram de fugir para a Ravena bizantina, levando com eles o tesouro real e parte do exército, o que sugere uma participação ou cooperação do Império Bizantino no ocorrido. O medievalista inglês Roger Collins descreve Mário como uma fonte especialmente confiável por sua antiguidade e por ter vivido nas proximidades da Itália lombarda.
Outro relato contemporâneo é o de Gregório de Tours, apresentado na Historia Francorum (História dos Francos) e repetido em obra posterior, a Crônica de Fredegário. O relato de Gregório difere, em diversos aspectos, da maior parte das outras fontes. Em sua narrativa, ele conta como Alboíno teria se casado com a filha de um homem que ele assassinara, e como ela teria esperado por uma ocasião apropriada para se vingar, acabando por envenená-lo. A esposa, que havia se apaixonado por um dos criados de seu marido, tentou fugir com ele após o assassinato, porém ambos foram capturados e mortos. Os historiadores, no entanto, entre eles Walter Goffart, têm pouca confiança na veracidade deste relato. Goffart aponta outras histórias semelhantes e duvidosas na Historia, e descreve esta versão da morte de Alboíno como "um conto apropriadamente irônico sobre os atos da humanidade depravada".

### Cálice de crânio
Elementos presentes no relato de Mário de Avenches também podem ser encontrados na Historia Langobardorum, de Paulo, o Diácono, que por sua vez também contém algumas características distintas. Um dos seus aspectos mais conhecidos, e que não consta de qualquer outra fonte, é o do cálice de crânio. Na versão de Paulo, os eventos que levaram à morte de Alboíno teriam ocorrido em Verona. Durante um grande banquete, Alboíno teria se embebedado e ordenado a Rosamunda, sua esposa, que bebesse do cálice feito a partir do crânio de Cunimundo, seu pai, morto pelo próprio Alboíno em 567, para que ele então desposasse a filha. Alboíno teria "convidado-a a beber alegremente com seu pai", o que reacendeu na rainha a determinação de vingar o progenitor.

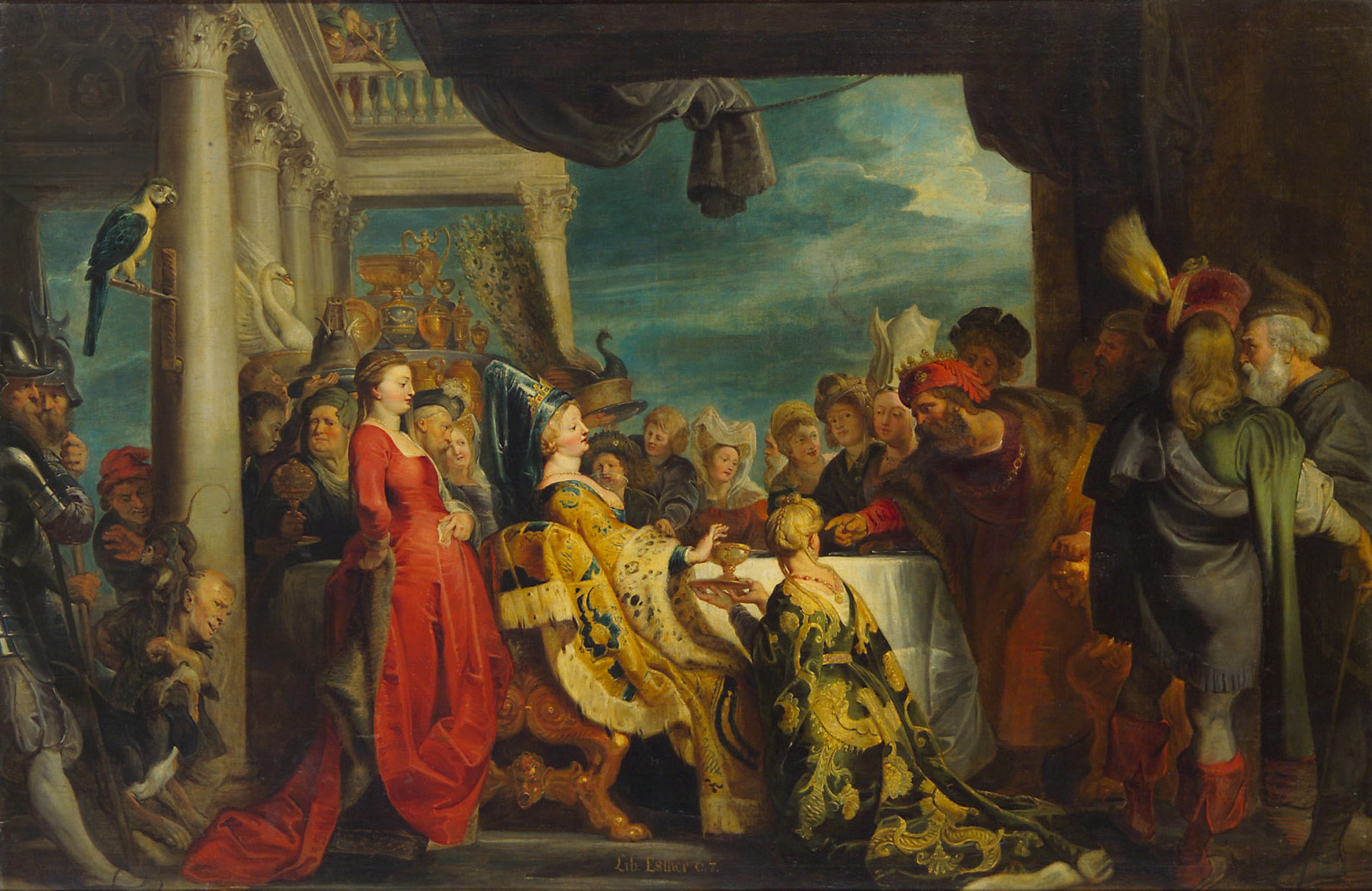
Alboíno e Rosamunda, no banquete fatal
Por Peter Paul Rubens, 1615
Museu de História da Arte em Viena

A narrativa foi desprezada, ao longo da história, como mera fábula, e Paulo, o Diácono parece ter tido consciência do risco de que isto ocorresse; por este motivo, ele insiste que viu o cálice de crânio pessoalmente, durante a década de 740, no palácio real de Ticino, nas mãos do rei Raquis (r. 744–749). O uso de cálices feitos a partir de crânios humanos era conhecido entre povos nômades, especialmente entre os vizinhos dos lombardos, os ávaros. Estes cálices podem ter sido utilizados como parte de rituais xamanísticos, nos quais o consumo de bebidas feitas no cálice era considerado uma maneira de incorporar os poderes do morto. Neste contexto, estudiosos como Stefano Gasparri e Wilfried Menghen veem no cálice do crânio de Cunimundo o sinal das influências culturais nômades ainda presentes nos lombardos; ao beber do cálice de seu inimigo, Alboíno estaria consumindo sua energia vital. Já o ato de oferecer o cálice a Rosamunda foi interpretado como uma exigência ritualística de submissão total da rainha (e de seu povo) aos lombardos, provocando assim vergonha ou humilhação. Poderia ter sido também um rito visando apaziguar o morto, através da oferenda de uma libação. Em interpretações mais recentes, a resposta da rainha demonstra sua determinação por não ver a ferida aberta pela morte de seu pai ser cicatrizada através de um ato ritualístico, demonstrando então de maneira aberta sua sede de vingança.
Já Walter Goffart apresenta uma leitura radicalmente diferente do episódio; para ele, toda a história teria um significado alegórico, no qual Paulo, o Diácono tenta narrar a história edificante da queda do herói e sua subsequente expulsão da terra prometida, devido às suas fraquezas humanas. Nesta história, o cálice de crânio tem um papel crucial, na medida em que associa o pecado original ao barbarismo. Goffart não exclui a possibilidade de que Paulo de fato tenha visto o crânio, porém acredita que na década de 740 a ligação entre pecado e barbarismo, tal como exemplificada pelo cálice de crânio, já estava bem estabelecida.

### Morte

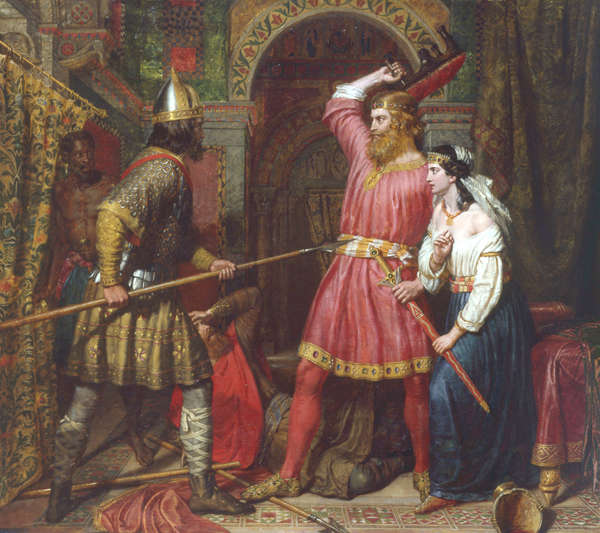
Alboíno é assassinado por Peredeu enquanto Rosamunda rouba sua espada, em pintura de Charles Landseer do século XIX

Em seu plano para assassinar seu marido, Rosamunda encontrou um aliado em Helmiques, irmão adotivo do rei e seu espatário (mestre de armas). De acordo com Paulo, o Diácono, a rainha teria então recrutado o cubiculário (camareiro) do rei, Peredeu, para a trama, após tê-lo seduzido. Quando Alboíno deitou-se para seu sono vespertino, em 28 de junho, Peredeu certificou-se de que sua porta estava aberta e não havia ali guardas. A espada de Alboíno também foi removida, deixando-o inteiramente vulnerável quando o próprio Peredeu entrou no quarto e o matou. Os restos de Alboíno teriam sido, supostamente, enterrados sob os degraus do palácio.
A figura e o papel de Peredeu foi introduzida principalmente por Paulo, o Diácono; o Origo havia mencionado seu nome, pela primeira vez, como "Periteu" (Peritheus), porém seu papel na narrativa era diferente, já que ele não era o assassino, e sim o instigador do assassinato. Seguindo a linha de sua interpretação do episódio do cálice de crânio, Goffart vê Peredeu não como uma figura histórica, mas um personagem alegórico, apontando uma semelhança entre o nome de Peredeu e a palavra latina peritus ("perdido"), uma representação dos lombardos que haviam passado a servir ao Império Bizantino.
A morte de Alboíno teve um impacto duradouro, na medida em que privou os lombardos do único líder que poderia mantê-los unidos nesta nova entidade germânica recém-surgida. Sua morte também representa o fim de uma linhagem de reis-heróis que haviam conduzido os lombardos, através de todas as suas migrações, do rio Elba até a Itália. Sua fama perdurou por muitos séculos na poesia épica, e saxões e bávaros comemoraram seus feitos em combate, seu heroísmo e as propriedades supostamente mágicas de suas armas.

## Posteridade
Para completar o golpe de Estado e legitimar a sua reivindicação ao trono, Helmiques casou-se com a rainha, cuja boa reputação vinha não apenas por ela ser a viúva do rei, mas também por ser a integrante mais proeminente do que restou da nação gépida, e como tal seu apoio representava uma garantia da lealdade dos gépidas a Helmiques. Este também contava com o apoio da guarnição lombarda de Verona, onde muitos haviam manifestado oposição à política agressiva de Alboíno e talvez alimentassem a esperança de estabelecer um pacto com o Império Bizantino. Os bizantinos, quase certamente, estavam profundamente envolvidos nesta trama, já que era de seu interesse tentar colocar um freio na expansão lombarda, instaurar um regime pró-bizantino em Verona e, a longo prazo, talvez até mesmo fragmentar a unidade do Reino Lombardo, conquistando os duques com honrarias e gratificações.
O golpe, no entanto, foi mal-sucedido, já que sofreu resistência da maioria dos guerreiros, que se opuseram ao assassinato do rei. Como resultado, a guarnição lombarda de Ticino (Pavia) proclamou o duque Clefo como seu novo rei, e Helmiques fugiu para Ravena, com a ajuda do prefeito de Ravena, Longino, em vez de tentar sua sorte em combate, levando consigo sua esposa, suas tropas, seu tesouro real e a filha de Alboíno, Albsuinda. Em Ravena, os dois amantes acabaram por entrar em amargo conflito, que acabou por levá-los à morte; Longino, então, enviou Albsuinda e o tesouro de Alboíno para Constantinopla.

Territórios lombardos e bizantinos à época da morte de Alboíno

Clefo ficou no trono por apenas 18 meses antes de ser assassinado por um escravo. Possivelmente também tenha sido assassinado a mando dos bizantinos, que tinham grande interesse em evitar uma liderança sólida (e hostil a eles) entre os lombardos. Um sucesso importante para os bizantinos foi o fato de nenhum rei ser proclamado como seu substituto, o que deu início a uma década de interregno, tornando os lombardos mais vulneráveis a ataques dos francos e bizantinos. Apenas quando se depararam com o perigo de serem aniquilados pelos francos, em 584, é que os duques elegeram um novo rei, Autário, filho de Clefo, que deu início à consolidação e centralização definitiva do reino lombardo - enquanto os territórios imperiais remanescentes eram reorganizados, sob o controle de um exarco, em Ravena, que dispunha da capacidade de defender suas terras sem o auxílio do imperador.
A consolidação dos domínios bizantino e lombardo teve consequências duradouras para a Itália, já que desde aquele momento a região passou a ser fragmentada e dividida entre diversos governantes, até a unificação italiana, em 1861.